# Nikolaj Moeravjov-Amoerski

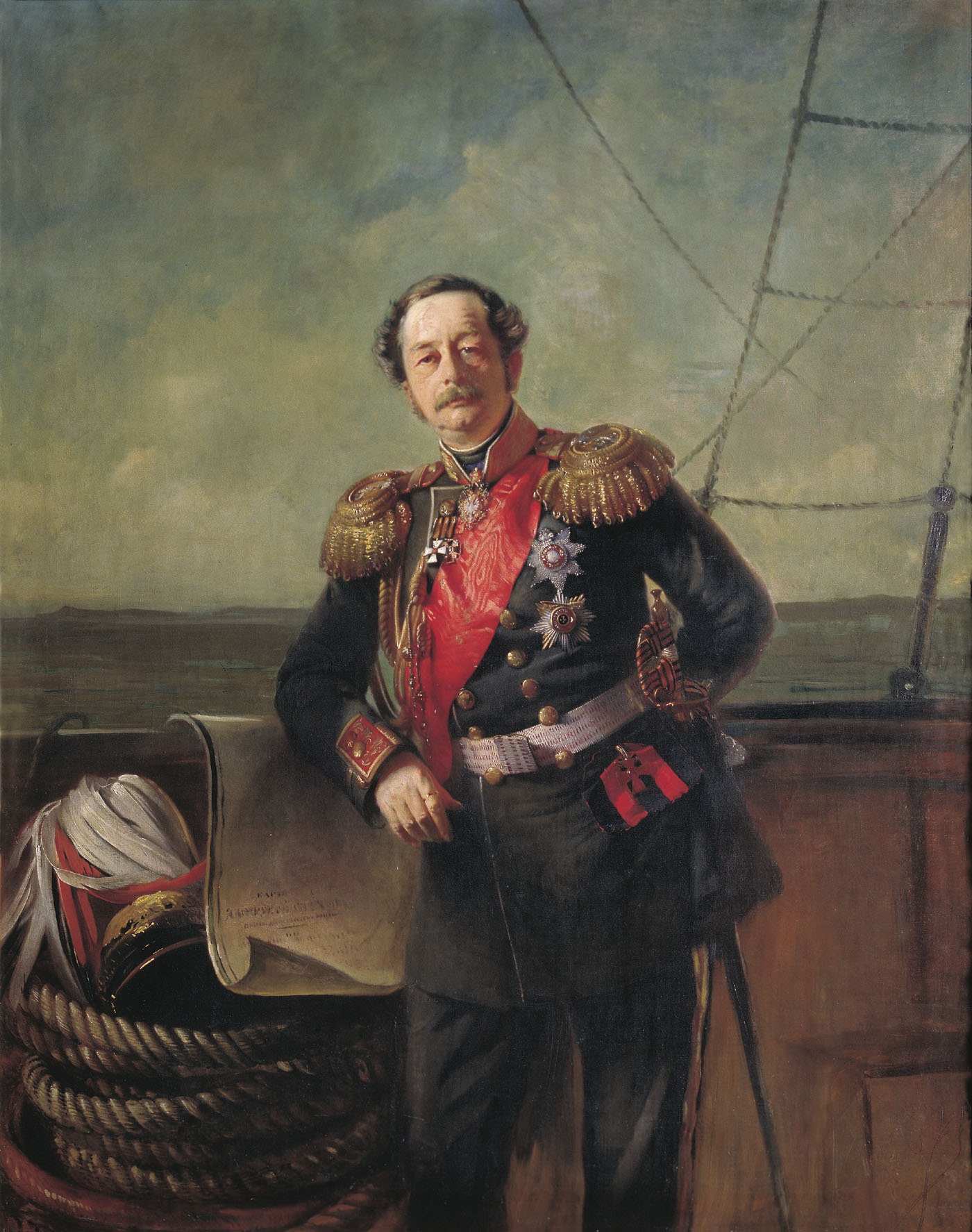
Portret van Moeravjov-Amoerski door Konstantin Makovski, 1863

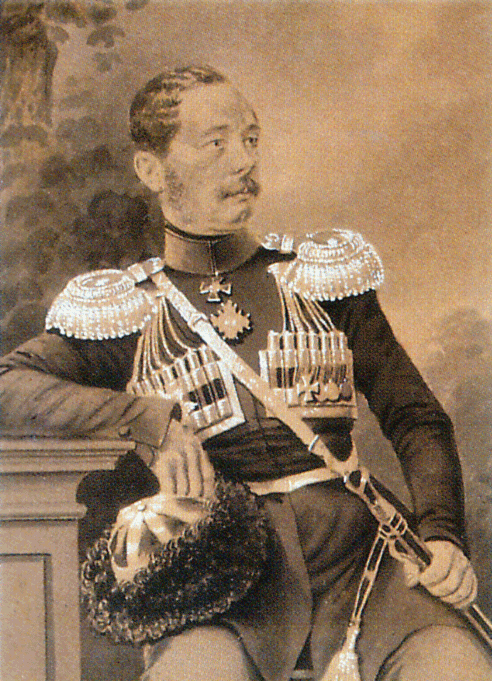
Graaf Nikolaj Moeravjov-Amoerski

Nikolaj Nikolajevitsj Moeravjov-Amoerski (Russisch: Николай Николаевич Муравьёв-Амурский) (Sint-Petersburg, 11 augustus [23 augustus O.S.] 1809 — Parijs, 30 november [18] 1881) was een Russisch staatsman en diplomaat die een belangrijke rol speelde in de uitbreiding van het Russische Rijk naar de Pacifische kust.

## Jeugd en carrière
Nikolaj Moeravjov werd geboren in de hoofdstad Sint-Petersburg. Hij studeerde af aan het Page-korps in 1827. Hij nam deel aan de Belegering van Varna in de Russisch-Turkse Oorlog in 1828 en 1829 en later in de onderdrukking van de Novemberopstand in Polen in 1831. Vanwege gezondheidsredenen nam hij ontslag uit het leger in 1833 en keerde naar huis om zijn vaders landgoed te beheren. In 1838 trad hij echter toch opnieuw toe tot het leger als de adjudant van generaal Golovin, waarbij hij diende in de Kaukasus in de Kaukasusoorlog. Tijdens een van de veldtochten tegen de bergbevolkingen raakte hij gewond.
In 1840 werd hij benoemd tot commandant over een van de onderdelen van de Zwarte Zeekustlinie, waarbij hij deelnam aan de onderdrukking van de Oebychen.
Moeravjov werd daarop een jaar later benoemd tot majoor-generaal, maar moest daarop zich definitief terugtrekken uit het leger vanwege ziekte. Hij werd overgeplaatst naar het Ministerie van Binnenlandse Zaken en in 1846 benoemd tot uitvoerend militair en burgerlijk gouverneur van de provincie rond Toela. Hij wilde graag de bestuurlijke staat van de provincie op een hoger niveau tillen en beloofde de instelling van een gouvernement voor deze landbouwsamenleving. Moeravjov was de eerste gouverneur die tsaar Nikolaas I voorstelde om het lijfeigenschap af te schaffen; een motie die werd ondertekend door negen lokale landeigenaren. Hoewel de tsaar niks deed met de petitie, sprak hij vanaf die tijd altijd over Moeravjov als een "liberaal" en een "democraat".

## Regering van Oost-Siberië
In 1847 werd Moeravjov aagesteld als gouverneur-generaal van Oost-Siberië. Zijn aanstelling was omstreden daar het voor zijn leeftijd (hij was toen 38) zeer ongewoon was om als bestuurder aangesteld te worden over een dergelijk enorm gebied. Moeravjovs eerste daad als gouverneur-generaal was het beëindigen van de verduistering van publieke fondsen. Hij stelde ook de studie van het Russisch verplicht in scholen voor de autochtone Siberische en Verre Oostelijke volkeren. Hij zette verder druk achter het onderzoek naar en de kolonisatie van de territoria ten noorden van de rivier de Amoer, waarvoor hij vaak gebruik maakte van de hulp van politieke bannelingen. Veel van zijn acties waren erop gericht de handel in de Verre Oostelijke regio te vergroten. Hij zag religie als een belangrijke vorm van controle over de lokale autochtone bevolking en liet daarom nieuwe christelijke kerken bouwen en promootte lokale religieuze geloven, zoals het sjamanisme en het Tibetaans boeddhisme.
Door het Verdrag van Nertsjinsk in 1689 verloor het Russische Rijk het recht om over de Amoer te mogen varen. De benedenlopen van de rivier werden echter nooit geclaimd door China. Moeravjov hield vast aan het voeren van een agressief beleid met China, hoewel dit sterk werd tegengehouden door de functionarissen uit Sint-Petersburg, daar zij vreesden dat er een breuk zou komen in de relaties tussen beide landen. Maar aangezien de benedenlopen van de Amoer toch al werden geclaimd door de Russen, werden verschillende expedities georganiseerd door Gennadi Nevelskoj goedgekeurd door de regering. Van 1851 tot 1853 voeren verschillende expedities uit naar het estuarium van de Amoer en naar Sachalin, waarbij ook Russische nederzettingen werden gesticht in deze gebieden.
Op 31 december 1853 (11 januari [O.S.]) verleende tsaar Nikolaas I Moeravjov het recht om onderhandelingen te voeren met de Chinezen over de instelling van een grens langs de Amoer en voor het transporteren van troepen naar het estuarium van de Amoer. Van 1854 tot 1858 ondersteunde Moeravjov vervolgens Nevelskoj in het bereiken van dit tweede doel. De eerste expeditie vond plaats in mei 1854. Een vloot bestaande uit 77 aken en vlotten, geleid door het stoomschip Argoen, zeilde de rivier af naar het etuarium van de Amoer. In verband met de Krimoorlog werd daarop een gedeelte van de vloot naar de Avatsjabaai gestuurd van Kamtsjatka, waar een serie batterijen werd geplaatst voor de verdediging van het schiereiland. Deze batterijen speelden vervolgens een belangrijke rol bij de verdediging van de stad Petropavlovsk (zie Slag om Petropavlovsk), die werd aangevallen door Franse en Britse troepen.
De expeditie van 1855 vervoerde de eerste Russische kolonisten naar het estuarium van de Amoer. Moeravjov begon in die tijd met de onderhandelingen met China.

## Verdrag van Aigun
Tijdens de laatste expeditie van 1858 sloot Moeravjov het Verdrag van Aigun met de Qingregering van China. De Chinese Mantsjoes waren aanvankelijk tegen elke vorm van nederzettingen langs de Amoer, daar zij liever de status quo zagen gehandhaafd, waarbij de aangrenzende gebieden door Rusland en China samen werden bestuurd. Moeravjov wist hen echter te overreden dat de bedoelingen van de Russen vreedzaam en constructief waren. Het Verdrag van Aigun erkende de grens van de Amoerrivier als de grens tussen Rusland en China en gaf Rusland bovendien vrije toegang tot de Grote Oceaan. Voor het bereiken hiervan ontving Moeravjov de titel van graaf Amoerski ("graaf van de Amoer"). Het tekenen van het verdrag werd gevierd met grote feestverlichting in Peking en festiviteiten in grote Siberische steden. De nieuwe gebieden die waren verkregen door Rusland omvatten Priamoerje, Sachalin en het grootste gedeelte van het huidige territoria van kraj Primorje en kraj Chabarovsk.
Het Verdrag van Aigun werd bevestigd en uitgebreid door de bepalingen van de Conventie van Peking in 1860, wat Rusland het recht verschafte op kraj Oessoeri en de zuidelijke gedeelten van kraj Primorje.
Als gouverneur-generaal van Oost-Siberië deed Moeravjov-Amoerski vele pogingen om de oevers van de Amoer te bevolken. Deze pogingen bleken echter grotendeels vruchteloos, daar slechts weinigen vrijwillig naar de gebieden bij de Amoer wilden verhuizen. Moeravjov-Amoerski ging daarom over op het overplaatsen van enkele regimenten Baikal-Kozakken om het gebied te bevolken. Daarnaast mislukten ook zijn pogingen om stoomboottransport te organiseren op de Amoer en om een postweg aan te leggen.
Het belangrijkste bezwaar van de functionarissen uit Sint-Petersburg tegen het innemen van de linkeroever van de Amoer was het gebrek aan mensen om deze nieuwe gebieden te verdedigen. Moeravjov-Amoerski schreef daarop een succesvolle petitie voor de vrijstelling van boeren uit Nertsjinsk voor het verplichte werk in de ertsmijnen. Met deze personen werd een 12.000 man tellende vojsko van Amoer-Kozakken gevormd, die werd gebruikt om enkele van de landen te bevolken, waarvan de militaire kern bestond uit de Kozakken, die waren overgeheveld uit Transbaikalië.
Moeravjov-Amoerski trad af van zijn post als gouverneur-generaal in 1861, nadat zijn voorstel om Oost-Siberië onder te verdelen in twee aparte gouvernementen-generaal was afgewezen. Hij werd benoemd tot lid van de Staatsraad. In 1868 ging hij wonen in het Franse Parijs, waar hij tot zijn dood in 1881 bleef wonen en waarbij hij Rusland nog slechts sporadisch bezocht om deel te nemen aan vergaderingen van de Staatsraad.

## Nalatenschap
In 1891, 10 jaar na zijn dood, werd een bronzen beeld van hem geplaatst op een van de kliffen van de Amoer in de buurt van Chabarovsk. In 1929 werd dit beeld echter neergehaald en vervangen door een beeld van Lenin, dat daar tot 1989 bleef staan.
In 1992 werden de overblijfselen van Moeravjov-Amoerski uit Parijs overgebracht naar het centrum van Vladivostok, om daar te worden herbegraven. In 1993 werd een nieuw monument voor hem geplaatst in Chabarovsk. Dit monument was samen met de Chabarovskbrug over de Amoer afgebeeld op een 5000-roebelbankbiljet, dat werd uitgegeven door de Centrale Bank van de Russische Federatie op 31 juli 2006.